# Тиджания Омара ал-Хаджа

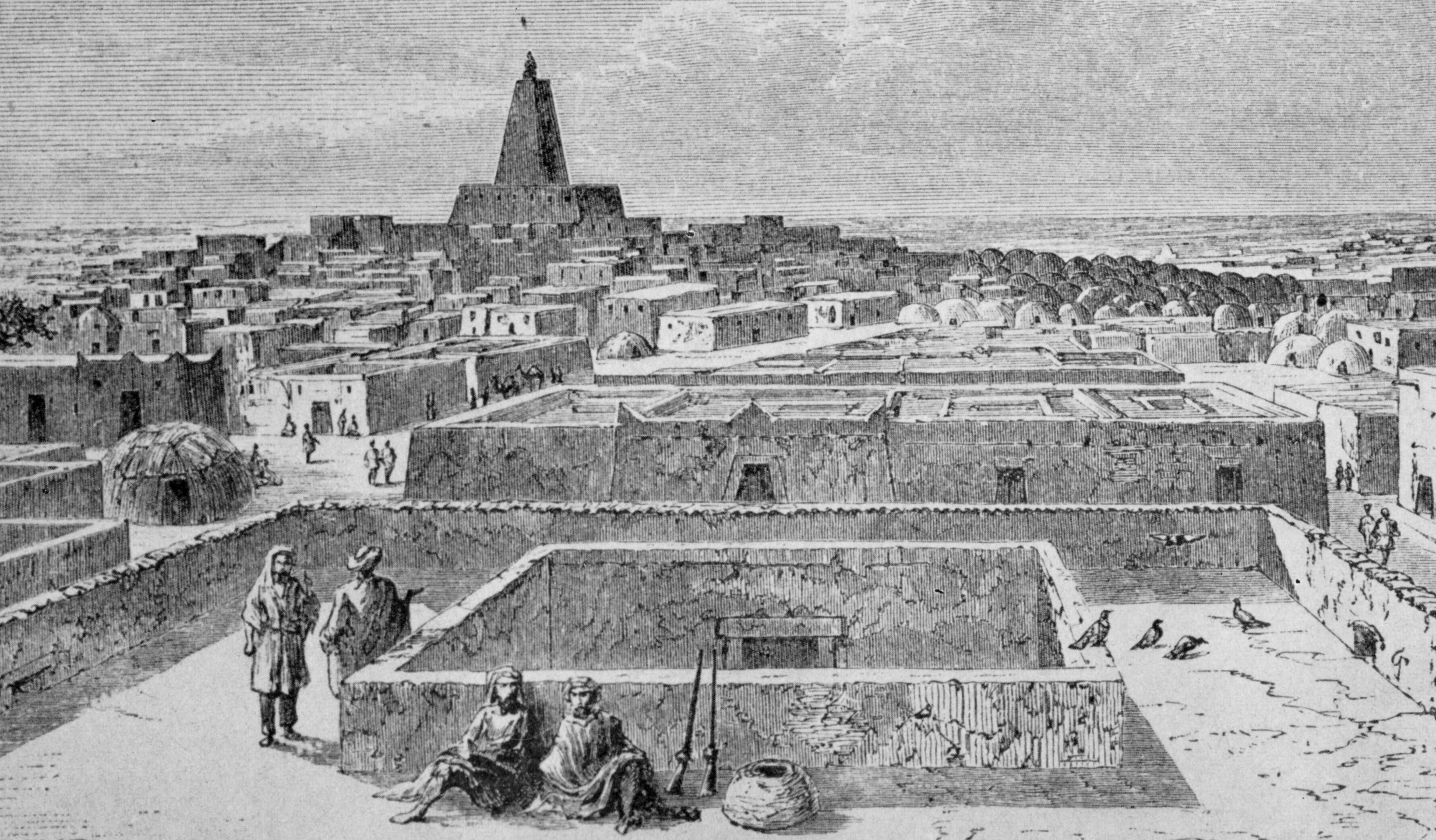
Томбукту во время правления Омара Талль Хаджа, 1858 год.

Тиджа́ния Ома́ра ал-Ха́джа, также известная как Тиджанийское джихадистское государство, Сегу Тукулёр, Халифат Тиджания, Государство Умари и Империя Тукулёр (араб. الخلافة التجانية‎; фула Laamateeri Tukuleer; фр. Empire toucouleur) — африканское теократическое исламское государство доколониальной эпохи, образовавшееся в середине XIX века на территории современного Мали и северо-восточной части Гвинеи (и частично Мавритании), в ареале расселения народа тукулёр.

## История

### Основание
Его основателем был Омар Талль, который был родом из Фута Торо. Двадцать лет он жил в Мекке, где присоединился к мусульманскому ордену Тиджания, глава которого назначил Омара эль-Хаджа своим заместителем в Западной Африке. Омар Талль вернулся из хаджа в 1836 году с титулами эль-Хадж и халиф братства тиджания в Судане. После долгого пребывания в Сокото в 1840-х годах он переехал в регион Фута-Джаллон (на территории современной Гвинеи). Здесь он в течение десяти лет проповедовал и вербовал сторонников; после этого он сосредоточился на военных приготовлениях. Омар Талль вознамерился завоевать новую территорию с языческим населением для распространения там ислама.
Проповеди Омара Талля были обращены к широкому кругу населения Сахеля, включая фульбе, сонинке, мавров и других. Многие представители низших слоёв населения были недовольны местной религиозной или военной элитой. Рабы стремились обрести свободу приняв ислам и в ответ сражаясь за его распространение. Лишённые корней люди смешанного этнического происхождения обретали новую социальную идентичность и возможности. Общины, находившиеся под властью европейцев, рассчитывали на то, что Талль сможет изгнать иностранцев. Семьи мурабитов надеялись заполучить политическую власть в дополнение к своему религиозному влиянию.
Его растущая власть и число последователей вызвали напряженность в отношениях с лидерами имамата Фута Джаллон. В 1851 году он был вынужден перебраться в город Дингирае в Гвинее, который находился на территории тогдашнего государства Тамба. Вождь Ямби пожаловал ему землю в обмен на ежегодную плату:107. Однако вскоре продолжающееся накопление Таллем оружия, а также военной силы и агрессивные проповеди в адрес вождей Тамбы стало их сильно беспокоить. После того как посланцы отправленные к Таллю не были им приняты и были изгнаны прочь, а один видный гриот даже принял ислам, вождь Ямби решил действовать решительно и предпринял попытку изгнать обнаглевшего гостя, но Талль этого только и ждал, направив свою армию на встречу войскам Тамбы разгромив тех в сентябре 1852 года, а после вообще опустошив и покорив Тамбу:103.

### Первые завоевания и конфликт с французами

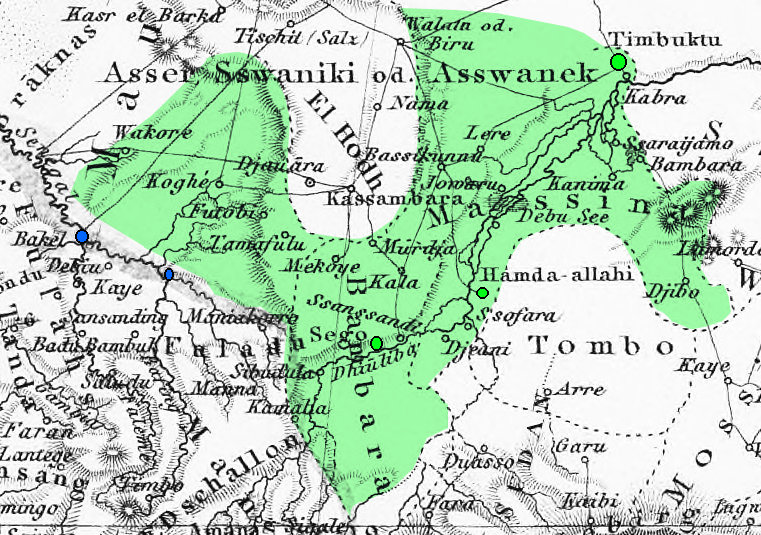
Немецкая карта, на которой изображены государства до прихода к власти Омара Талля, раскрашенные в 1861 году, чтобы обозначить его империю. Завоёванные столицы выделены зелёным, французские форты синим. Незанятый регион в центре регион Ход.

После завоевания Тамбы Талль начал свой джихад. В 1852 году он объявил джихад всем, кто откажется принять ислам. Сначала он двинулся на север, где генерал джаллонке Моди Мамаду Джам возглавил завоевания регионов Маханы и Кудимага:103. Талль построил тату (фортификационное сооружение) недалеко от города Каес, который сегодня является популярной туристической достопримечательностью. Он завоевал Бамбук, затем в апреле 1855 года захватил Ниоро, столицу государства Каарта, которая стала его столицей. В 1855 и 1856 годах его недавно завоёванные подданные народа бамбара восстали против насаждения ислама:104.
Восстановив контроль над завоёванными территориями, Омар Талль повернул на запад, к государствам Фута Торо, Гаджага и Бунду. Это привело его к конфликту с французами имевшими свои торговые интересы вдоль реки Сенегал и, которые были весьма обеспокоены экспансией радикальных исламских фанатиков. Вскоре опасения французов подтвердились, когда Талль напал на их владения осадив французскую колониальную армию в форте Медине. Однако осада была снята 18 июля 1857 года благодаря своевременным действиям Луи Федерба, французского губернатора Сенегала, который прибыл с подкреплением. В 1860 году Омар Талль заключил договор с французами, который признавал за ним и его последователями сферу влияния в Фута-Торо и закреплял за ними захваченные им территории.

### Сегу и Массина
Обезопасив свой западный фланг, Талль повернул к государству Бамбара. Во время кампании он официально возвёл на престол своего сына Ахмаду Талля в качестве своего преемника и амира аль-муминина:105. Войска состоявшие из тукулёр 25 мая 1860 года без боя захватили город Ньямина, а затем выиграли битву при Витале в сентябре, в ходе которой захваченная у французов пушка сыграла решающую роль:413. Амаду III ибн Амаду оказал помощь Бина Али, правителю Сегу, при условии, что тот примет ислам. В январе 1861 года армия Массины была мобилизована под руководством Ба Лоббо в составе 8000 кавалеристов, 5000 пехотинцев и 1000 мушкетёров и соединилась в Тио, на правом берегу Нигера напротив города Сансандинг, с остатками сил Бамбары. В середине февраля две флотилии каноэ столкнулись на середине реки. Около 500 солдат Омара по собственной инициативе напали на деревню близ Тио, были либо перебиты либо захвачены в плен. Однако на следующий день Омар разделил свою армию на два крыла, которые ночью переправились через реку и разгромили силы союзников.
После решающей победы в битве при Сегу 10 марта 1861 года Талль захватил Сегу и перенёс туда столицу своего государства. Позже вспыхнуло ещё одно восстание народа бамбара, спровоцированное Массиной:105. Назначив Ахмада фаамой Сегу, Талль двинулся вниз по Нигеру, чтобы раз и навсегда покончить с угрозой со стороны Массины. Это было спорным, поскольку нападать на братскую мусульманскую державу формально было запрещено, но Омар вышел из этой ситуации изящно просто, объявив врагами ислама всех мусульман не признающих учения и власти Омара. В последовавших за этим сражениях погибло более 70 000 человек. В решающей битве при Кайавале армия Массины была разбита и уничтожена, а её правитель Амаду Секу был ранен, схвачен и обезглавлен:105. Дженне пал быстро, за ним последовал город Хамдуллахи в мае 1862 года, который затем был сильно разорён.
Несмотря на эту победу, в регионе по-прежнему было неспокойно. Военачальники тонджона, командовавшие остатками армий Бамбары, оказывали сопротивление в отдельных районах, и набеги были повсеместными:414. Вскоре на землях бывшей Массины вспыхнуло крупное восстание, возглавляемое Ба Лоббо. Во время подавления восстания весной 1863 года Омар Талль вновь занял город Хамдуллахи, но в июне силы повстанцев осадили его армию. Они захватили город в феврале 1864 года. Омар Талль проиграл и был вынужден бежать, однако вскоре был убит.

### Упадок

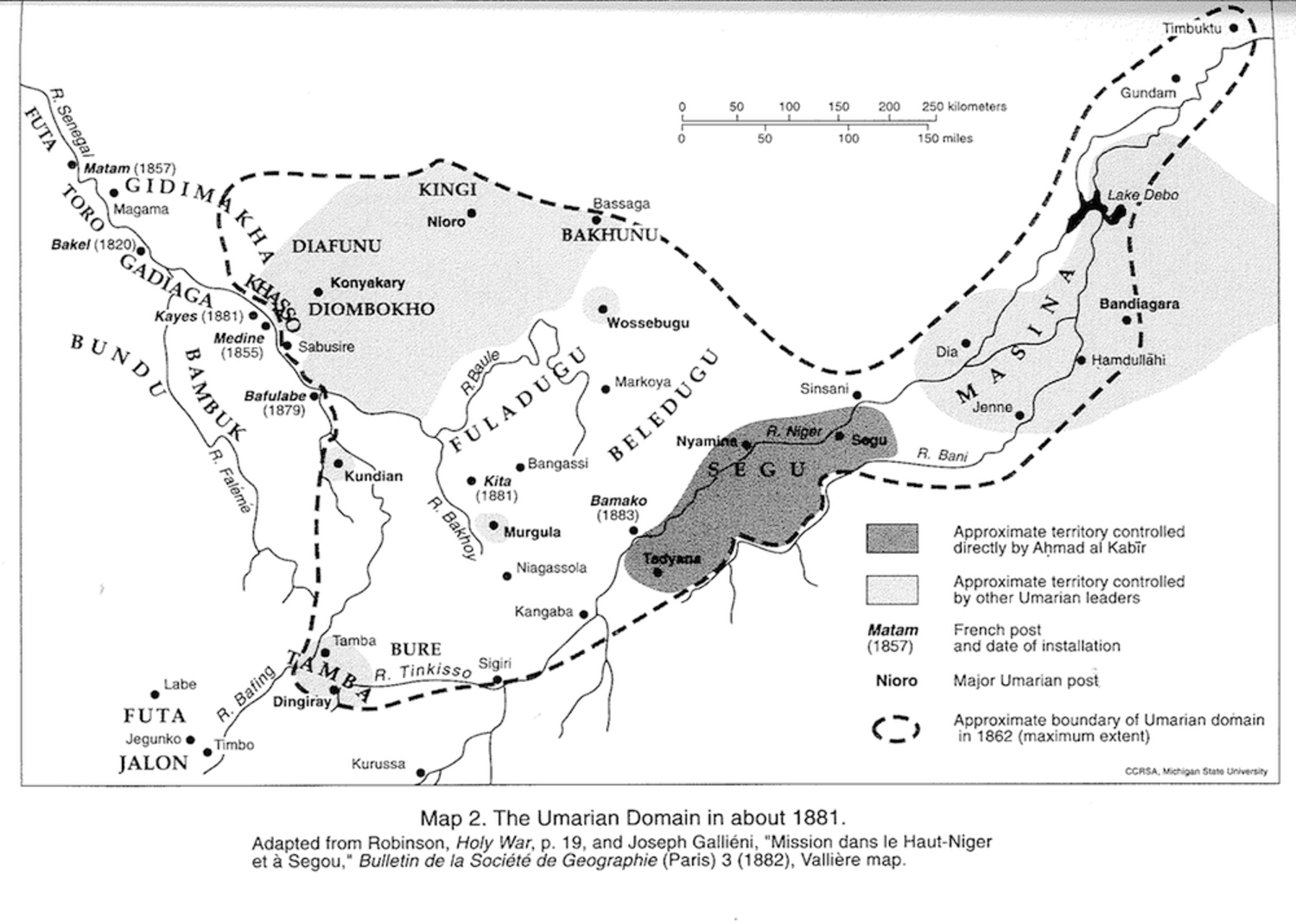
Халифат Тукулеров в 1881 году при правлении Ахмаду Талла.

После его смерти племянник Омара Талля, Тидиани Талль, оспорил право наследования у Ахмада Талля, продолжив войну в Масине и устроив свою столицу в Бандиагаре. В Сегу Ахмаду продолжал править, борясь за централизацию государства, несмотря на сопротивление знати фульбе. С этой целью он заручился поддержкой бамбара, уроженцев Сегу. Тем не менее, тородбе из Фута Торо доминировали в высших эшелонах власти империи:109. 
Братья Ахмаду Агибу и Мохтар, оставшиеся в Дингирайе во время войн с Сегу и Масиной, попытались сами захватить власть в Ниоро и Коньякари в 1870-х годах, но оба потерпели поражение и были заключены в тюрьму. Ахмаду заменил их другим братом, Мунтагой. Он, в свою очередь, поднял мятеж в 1884 году, вынудив Ахмаду перенести свой двор в Ниоро:105–6.
Французы, тем временем, продолжали экспансию. В 1891 году они захватили Ниоро и оттеснили Ахмаду в Бандиагару. В 1893 году французы установили окончательный контроль, положив конец его государству и отправив Ахмаду в изгнание в Сокото.

## Наследие
Большая часть территории Сахеля, которая когда-то входила в состав империи Тукулёр, теперь стала мусульманской благодаря насильственной исламизации Омара Талля.

## Правительство и экономика
Одной из главных целей правления в джихадистском государстве Омара было объединение населения государства под знаменем ислама. С этой целью правосудием и исламизацией занимался корпус кади и мурабитов. Государство финансировалось за счёт прямых религиозных и светских налогов, а также таможенных пошлин на торговлю.
Завоеванию государства Бамбара Омаром Таллем способствовали внутренняя нестабильность и децентрализация, но это затрудняло управление средним Нигером. В 1860-х годах инфляция была безудержной, и войска совершали массовые грабежи в поисках припасов, поскольку государство не имело достаточно твёрдой власти над страной, чтобы облагать население налогами и платить зарплату или кормить солдат:415. Отсутствие безопасности и торговля оружием с побережьем способствовали смещению торговли с севера на юг. Нигер проходит по оси восток–запад, соединяющей Ниоро с Сегу:417.
По крайней мере, ко времени правления Ахмада правительство государства стало более менее структурированным: губернаторы различных провинций, прикомандированные кади, военачальники и сборщики налогов назначались халифом. Министры, базирующиеся в Сегу, управляли различными ведомствами, такими как правосудие, речной флот Нигера, государственное казначейство, отношения с европейцами и другими иностранными державами, торговля и т.д. Армия была профессиональной с чёткой иерархией, с ядром из элитных частей, и распоряжалась большей частью государственного бюджета.
Государство Омара Талля запрещало танцы, употребление табака, алкоголя, заговоры и другие языческие церемонии, крайне жестоко преследовались язычники. Всё неисламское было запрещено. За нарушение этих законов предусматривались суровые наказания, включая штрафы, телесные наказания и смертная казнь. Омар Талль отменил неканонические налоги и заменил их закятом, налогами на землю и джизьей. Многоженство было ограничено только четырьмя жёнами. Омар Талль, однако, не интересовался материально-техническими аспектами распространения ислама, такими как строительство судов, медресе и мечетей, поэтому строительная деятельность в государстве практически отсутствовала. Основной функцией государства Омара Талля были захватнические войны, работорговля, захват добычи и радикальная исламизация населения.

## Список правителей
| # | Имя             | Начало правления | Конец правления |
| - | --------------- | ---------------- | --------------- |
| 1 | Эль-Хадж Омар   | 1852 год         | 1864 год        |
| 2 | Ахмаду Секу Тол | 1864 год         | 1893 год        |